# Calceolaria pumila
Calceolaria pumila är en toffelblomsväxtart som beskrevs av Edwin. Calceolaria pumila ingår i släktet toffelblommor, och familjen toffelblomsväxter. Inga underarter finns listade i Catalogue of Life.